# Lampone

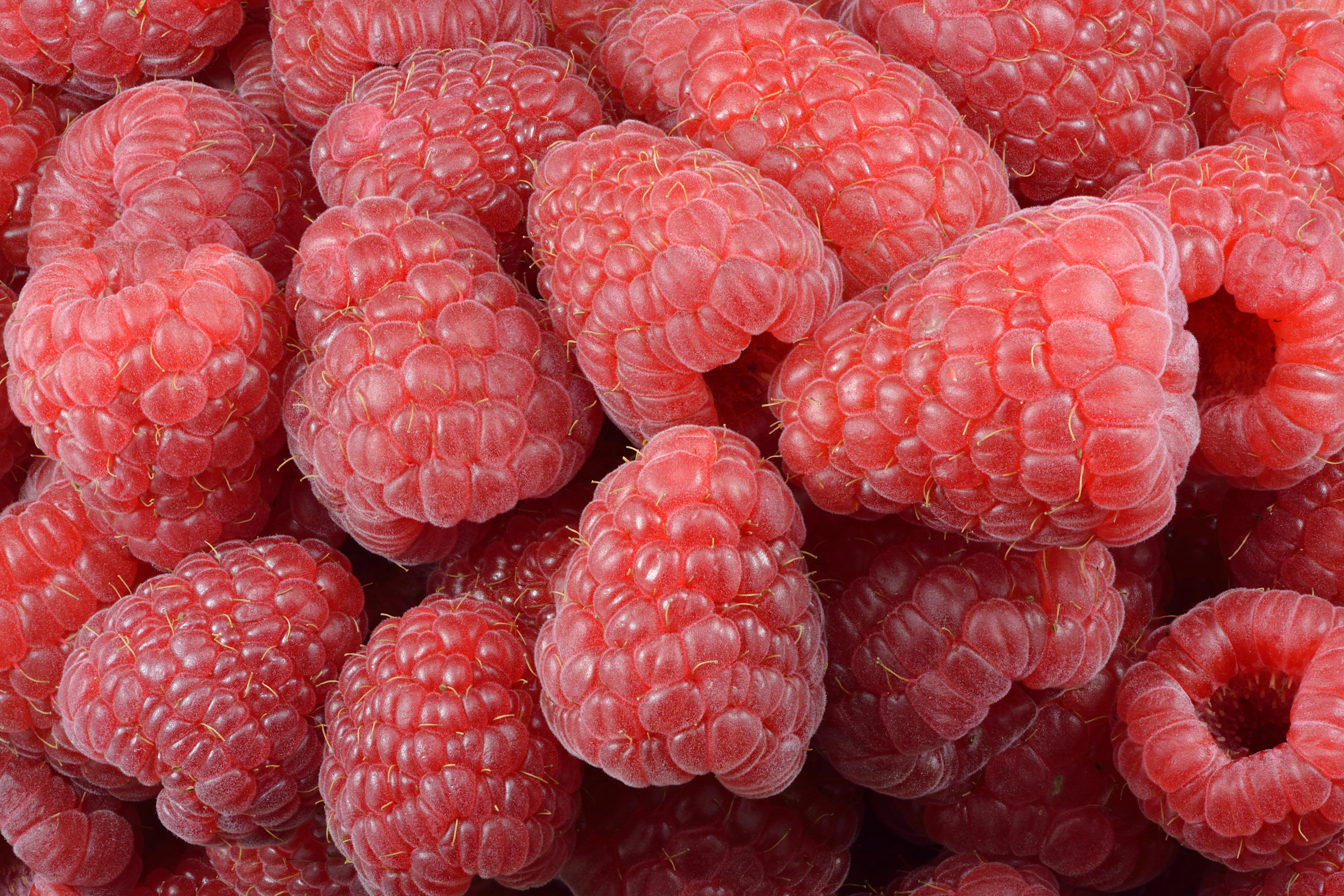
Lamponi.

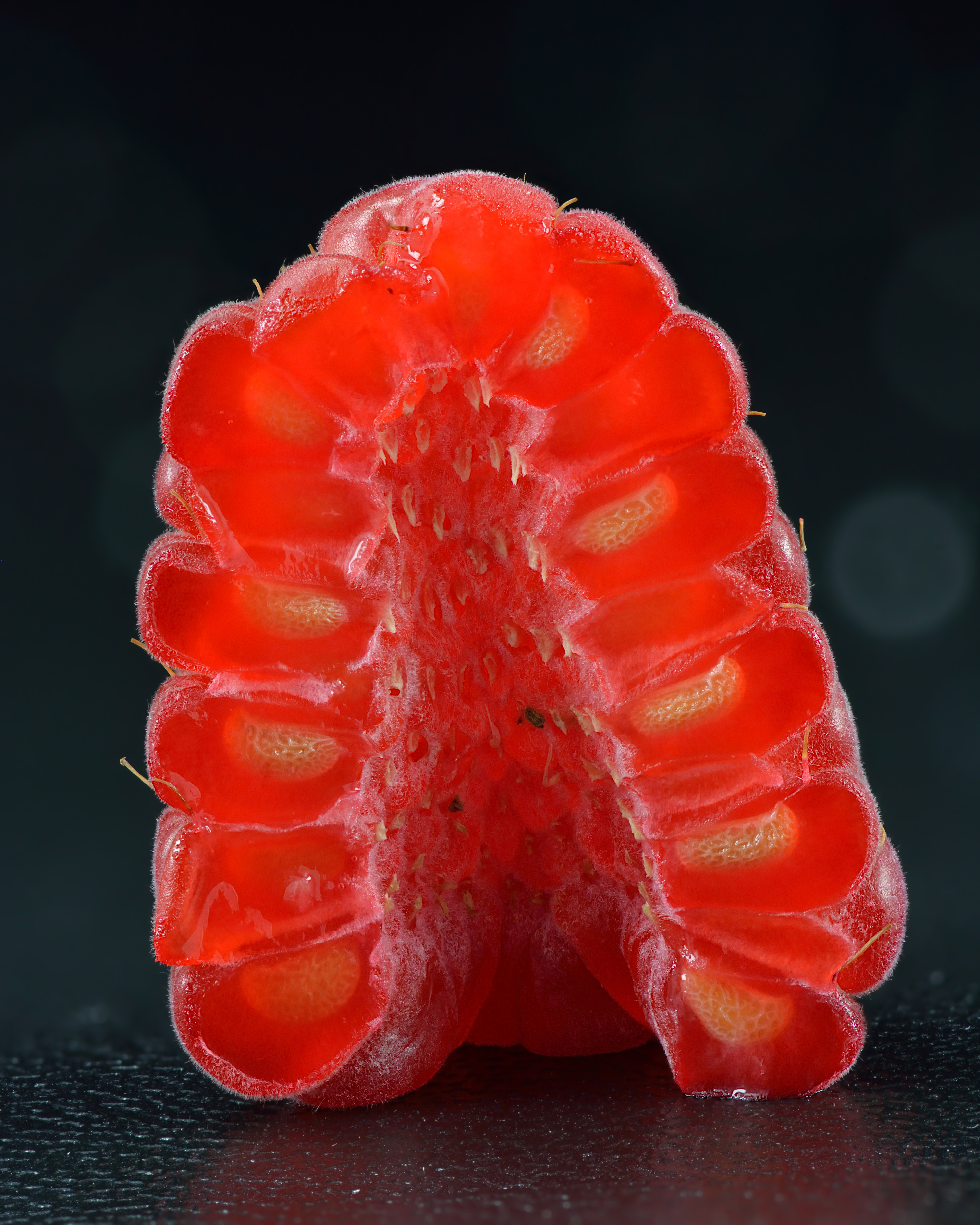
Struttura interna di un lampone. Evidente la componente legnosa (di colore chiaro) all'interno di ogni singola drupa.

Il lampone è il nome comune dato al sorosio (falso frutto composito) ottenuto dalla specie Rubus idaeus e considerato tra i frutti di bosco.
In secondo luogo, il nome è stato attribuito comunemente anche a diverse altre specie del sottogenere Idaeobatus del genere Rubus, come nel caso del cosiddetto lampone nero del continente americano.
I lamponi si distinguono dalle more (le cui piante appartengono allo stesso genere Rubus ma a un diverso sottogenere) perché, quando si raccoglie un lampone, il ricettacolo rimane sulla pianta, lasciando una cavità nel frutto, mentre nelle more il ricettacolo rimane attaccato al frutto.

## Valori nutrizionali
I valori nutrizionali del lampone sono i seguenti, per 100 g di alimento:
- Acqua 85,75 g
- Carboidrati 11,94 g
- Proteine 1,20 g
- Grassi 0,65 g
- Valore energetico 52 kcal